# Argyronome indroides
Argyronome indroides är en fjärilsart som beskrevs av Robert Christopher Tytler 1940. Argyronome indroides ingår i släktet Argyronome och familjen praktfjärilar. Inga underarter finns listade i Catalogue of Life.